# Championnat de Tunisie masculin de basket-ball 2017-2018
 (juillet 2022).
Si vous disposez d'ouvrages ou d'articles de référence ou si vous connaissez des sites web de qualité traitant du thème abordé ici, merci de compléter l'article en donnant les références utiles à sa vérifiabilité et en les liant à la section « Notes et références ».
Navigation
Saison précédente Saison suivante
La saison 2017-2018 du championnat de Tunisie masculin de basket-ball est la 63e édition de la compétition. Elle est disputée par treize clubs au lieu de quatorze après le non-engagement du néo-promu, l’Espoir sportif tunisien.

## Clubs participants

### Poule A
- Club africain
- Dalia sportive de Grombalia
- Étoile sportive goulettoise
- Étoile sportive de Radès
- Jeunesse sportive kairouanaise
- Union sportive El Ansar

### Poule B
- Association sportive d'Hammamet
- Avenir sportif de La Marsa
- Étoile sportive du Sahel
- Ezzahra Sports
- Jeunesse sportive d'El Menzah
- Stade nabeulien
- Union sportive monastirienne

## Compétition
Le barème de points servant à établir le classement se décompose ainsi :
- Victoire : 2 points
- Défaite : 1 point
- Forfait et match perdu par pénalité : 0 point (0-20)

### Phase 1

#### Poule A
| Rang | Équipe         | Pts | J  | G  | P  | Pp  | Pc  | Diff |
| ---- | -------------- | --- | -- | -- | -- | --- | --- | ---- |
| 1    | ES Radès T, C  | 20  | 10 | 10 | 0  | 740 | 551 | 189  |
| 2    | Club africain  | 16  | 10 | 6  | 4  | 719 | 657 | 62   |
| 3    | ES Goulettoise | 15  | 10 | 5  | 5  | 766 | 772 | -6   |
| 4    | JS Kairouan    | 15  | 10 | 5  | 5  | 811 | 784 | 27   |
| 5    | DS Grombalia   | 14  | 10 | 4  | 6  | 734 | 751 | -17  |
| 6    | US El Ansar    | 10  | 10 | 0  | 10 | 505 | 763 | -258 |

| Légende :                                                                                               |
| - Qualification pour les play-offs - Qualification pour les play-offs - Qualification pour les play-out |
| T : Tenant du titre                                                                                     |
| F : Finaliste du championnat 2016-2017                                                                  |
| P : Promu de la Nationale B 2016-2017                                                                   |
| C : Vainqueur de la coupe de Tunisie 2016-2017                                                          |
| L : Vainqueur de la coupe FTBB                                                                          |
| 0 |

| Résultats (dom.\ext.)                                              | CA      | DSG     | ESG     | ESR     | JSK     | USA     |
| CA                                                                 |         | -       | -       | 50 - 67 | -       | 65 - 49 |
| DSG                                                                | 68 - 70 |         | -       | 58 - 76 | -       | -       |
| ESG                                                                | 67 - 61 | 89 - 77 |         | -       | -       | 85 - 55 |
| ESR                                                                | -       | -       | 76 - 54 |         | 76 - 72 | 20 - 0  |
| JSK                                                                | 65 - 59 | 97 - 70 | 89 - 83 | -       |         | -       |
| USA                                                                | -       | 63 - 93 | -       | -       | 66 - 90 |         |
| - Victoire à domicile - Victoire à l'extérieur - Match non disputé |         |         |         |         |         |         |

#### Poule B
| Rang | Équipe          | Pts | J  | G  | P   | Pp  | Pc  | Diff |
| ---- | --------------- | --- | -- | -- | --- | --- | --- | ---- |
| 1    | ES Sahel F      | 22  | 12 | 11 | 1   | 875 | 730 | 145  |
| 1    | US Monastir     | 21  | 12 | 9  | 3   | 888 | 725 | 163  |
| 3    | Ezzahra Sports  | 19  | 12 | 7  | 5   | 715 | 734 | -19  |
| 4    | JS Menzah       | 10  | 12 | 7  | 5   | 790 | 801 | -11  |
| 5    | AS Hammamet     | 17  | 12 | 5  | 7   | 800 | 857 | -57  |
| 6    | Stade nabeulien | 15  | 12 | 3  | 9   | 717 | 742 | -25  |
| 7    | AS La Marsa P   | 12  | 12 | 0  | 120 | 659 | 855 | -196 |

| Légende :                                                                                              |
| - Qualification pour les play-offs - Qualification pour les barrages - Qualification pour les play-out |
| T : Tenant du titre                                                                                    |
| F : Finaliste de championnat 2016-2017                                                                 |
| P : Promu de Nationale B 2016-2017                                                                     |
| C : Vainqueur de la coupe de Tunisie 2016-2017                                                         |
| L : Vainqueur de la coupe FTBB                                                                         |
| 0 |

| Résultats (dom.\ext.)                                              | ASH     | ASM     | ESS     | EZS     | JSM     | SN      | USMo    |
| ASH                                                                |         | 71 - 59 | 54 - 77 | 67 - 82 | -       | 72 - 69 | -       |
| ASM                                                                | -       |         | -       | 67 - 68 | 55 - 68 | -       | 49 - 80 |
| ESS                                                                | -       | 71 - 54 |         | -       | 69 - 63 | 62 - 44 | -       |
| EZS                                                                | -       | -       | 58 - 80 |         | 59 - 56 | -       | 58 - 75 |
| JSM                                                                | 65 - 60 | -       | -       | -       |         | -       | 67 - 66 |
| SN                                                                 | -       | 56 - 45 | -       | 69 - 72 | 57 - 66 |         | -       |
| USMo                                                               | 69 - 57 | -       | 82 - 68 | -       | -       | 61 - 51 |         |
| - Victoire à domicile - Victoire à l'extérieur - Match non disputé |         |         |         |         |         |         |         |

#### Matchs de barrage
Les résultats des matchs de barrage sont les suivants :
| 3 février  | ES Goulettoise | 88 - 70 | JS Menzah      |
| 3 février  | Ezzahra Sports | 70 - 64 | JS Kairouan    |
| 10 février | JS Kairouan    | 63 - 62 | Ezzahra Sports |
| 11 février | JS Menzah      | 99-96   | ES Goulettoise |
| 14 février | ES Goulettoise | 81 - 72 | JS Menzah      |
| 14 février | Ezzahra Sports | 75-69   | JS Kairouan    |

### Phase 2

#### Play-off
| Rang | Équipe         | Pts | J  | G  | P | Pp  | Pc  | Diff |
| ---- | -------------- | --- | -- | -- | - | --- | --- | ---- |
| 1    | ES Radès T, C  | 20  | 10 | 10 | 0 | 834 | 687 | 147  |
| 2    | ES Sahel F     | 16  | 10 | 6  | 4 | 737 | 684 | 53   |
| 3    | US Monastir    | 14  | 10 | 4  | 6 | 767 | 763 | 4    |
| 4    | ES Goulettoise | 14  | 10 | 4  | 6 | 774 | 825 | -51  |
| 5    | Club africain  | 14  | 10 | 4  | 6 | 714 | 752 | -38  |
| 6    | Ezzahra Sports | 12  | 10 | 2  | 8 | 668 | 786 | -118 |

| Légende :                                      |
| - Qualification pour les play-offs             |
| T : Tenant du titre                            |
| F : Finaliste de championnat 2016-2017         |
| C : Vainqueur de la coupe de Tunisie 2016-2017 |
| 0                                              |

### Phase 3 (super play-off)

#### Demi-finale

##### ES Radès vs. ES Goulette
| 8 avril    | ES Radès       | 51 - 32  | ES Goulettoise |
| 14 février | ES Goulettoise | 79 - 103 | ES Radès       |

L'ES Radès se qualifie pour la finale du championnat en battant l'ES Goulettoise (2-0).

##### ES Sahel vs. US Monastir
| 9 avril  | ES Sahel    | 65 - 64 | US Monastir |
| 14 avril | US Monastir | 73-59   | ES Sahel    |
| 18 avril | ES Sahel    | 61 - 82 | US Monastir |
|          |             |         |             |

L'US Monastir se qualifie pour la finale du championnat en battant l'ES Sahel (2-1).

#### Finale
| 21 avril | ES Radès    | 97 - 67 | US Monastir |
| 28 avril | US Monastir | 72-62   | ES Radès    |
| 5 mai    | ES Radès    | 91 - 68 | US Monastir |
|          |             |         |             |

L'ES Radès remporte le championnat en battant l'US Monastir (2-1).

## Champion
- Étoile sportive de Radès
  - Président : Adel Ben Romdhane
  - Entraîneur : Adel Tlatli
  - Joueurs : Omar Abada, Mourad El Mabrouk, Ibrahima Thomas, Marouan Kechrid, Mohamed Abbassi, Dustin Salisbery, Mohamed Hadidane, Amine Rzig, Ziyed Chennoufi, Mokhtar Ghayaza, Amrou Bouallegue, Achref Gannouni, Ahmed Smaali

## Autres
| Récompense           | Joueur             | Club           |
| -------------------- | ------------------ | -------------- |
| Meilleur étranger    | Evariste Shonganya | US Monastir    |
| Meilleure révélation | Mahmoud Hajri      | ES Goulettoise |
| Meilleur meneur      | Omar Abada         | ES Radès       |
| Meilleur arrière     | Mourad El Mabrouk  | ES Radès       |
| Meilleur ailier      | Ziyed Chennoufi    | ES Radès       |
| Meilleur ailier fort | Mohamed Hadidane   | ES Radès       |
| Meilleur pivot       | Mokhtar Ghayaza    | ES Radès       |

Le Club athlétique bizertin, champion de division nationale B, monte en nationale A.